# 陈赞贤
陈赞贤（1896年—1927年3月6日），字子襄，江西省南康县（今赣州市南康区）东山镇人，中华民国工人运动领袖，中国共产党党员。

## 生平

### 教育生涯
陈赞贤曾在江西陆军讲武堂学习。1913年，参加李烈钧发动的“二次革命”，讨伐袁世凯。1921年考入南昌江西省立第一师范学校。在南昌学习期间，接触进步思想。此后，先在南康县唐江镇乐群高小任教员，后回家乡创办东山高小并任校长。
1919年五四运动后，陈赞贤联络南康县各界人士组成救国会，宣传反帝爱国，遭地主官僚打击。陈赞贤被迫在第3年的暑假辞去东山高小校长职务。1923年，陈赞贤创办义务小学。在赣州展开禁烟禁赌运动.

### 加入中共
1925年加入中国共产党。同年，回到家乡领导反帝反军阀斗争。后来到广东南雄参加工农运动，任南雄总工会委员长。
1926年7月，北伐战争开始，陈赞贤到广州向中华全国总工会领导刘少奇汇报工作，刘少奇任命陈赞贤为中华全国总工会特派员，返回江西工作。同年8月，陈赞贤、朱由铿在赣州创建中共赣州特别支部，这是赣南第一个中共党组织，陈赞贤任支部书记。不久，陈赞贤被中共党组织派到国民革命军第二军第五师任政治部宣传科科长。1926年9月6日，国民革命军第十四军（即赣军将领赖世璜部）攻占赣州。此后陈赞贤调任南康县行政委员长（即县长），秘密发展中共党员，成立中共南康支部，推动工农运动，支援北伐。他还改革旧政，废除苛捐杂税，禁赌、禁烟、禁娼。南康人民为他挂匾，称他“德在民生”，赞他是“铁面县长”。

### 赣州工运
1926年11月初，赣州总工会成立，陈赞贤当选为赣州总工会委员长。在陈赞贤领导下，赣州总工会草拟了劳资集体合同，规定工人工作时间、工资标准、工人福利、工人权利和义务、资方雇请和辞退工人手续。赣州先后成立56个基层工会及工会支部，工会会员18000人。
赣州总工会发动全市工人展开以改善待遇、增加工资、实行八小时工作制为核心的斗争。在工会支持下，赣州工人代表开始同资本家协商，希望获得合理工资待遇。但以刘甲弟为首的赣县商民协会不接受工人“未签订劳资集体合同的行业，继续签订”的要求，且对已签订的合同也不执行。赣县商民协会的强硬态度导致工人纷纷要求赣州总工会采取对策。陈赞贤随即召开赣州总工会紧急会议，决定开展钱业工人罢工。
1926年11月7日，赣州十多个钱庄关门，宣布罢工，各工会小组长掌握钱柜钥匙，并控制账本、票据、经折。这是赣州历史上首次由中国共产党领导的罢工。300多名钱业工人罢工，各行业和团体纷纷声援，钱业资本家受沉重打击。为扭转局面，资本家不断向赣州总工会送请帖，请陈赞贤赴宴，都被陈赞贤谢绝。钱业店员大罢工取得了胜利。
赣州工人运动让南昌的国民革命军总司令蒋介石倍感压力，蒋介石随即命国民革命军新编第一师进驻赣州，由新编第一师党代表倪弼、赣县县长郭巩等人压制赣州工人运动，赣州形势险恶。在此形势下，中共赣州特支召开紧急会议，决定派陈赞贤到南昌出席江西省第一次工人代表大会。1927年2月，陈赞贤参加江西省第一次工人代表大会，当选为江西省总工会副委员长。江西省总工会人员劝其暂留南昌，但陈赞贤不顾危险返回赣州。
1927年3月6日晚，陈赞贤正在赣州总工会主持会议，研究筹备纪念孙中山逝世两周年活动。新编第一师军官胡启儒闯入会场，对陈赞贤说有事相告。陈赞贤走出会议室，随即被几名便衣武装绑出赣州总工会。倪弼、郭巩等人逼陈赞贤签字解散赣州总工会，遭陈赞贤拒绝。陈赞贤当即被新编第一师枪杀，身中18弹，年仅31岁，史称三·六慘案或赣州三·六慘案。

### 身后余波
陈赞贤被杀的消息传出后，赣州民众组织数百人的“请愿代表团”，分别赴南昌、武汉请愿。中华全国总工会、江西省总工会以各种形式揭露蒋介石等人的罪行，悼念陈赞贤。
1927年4月清党开始后，1927年4月17日，《新编第一师师长张与仁致蒋总司令电》报告称，赣州工人要求把谋杀陈赞贤的军官曹厚清立予枪决，虽经劝止，但该工人等仍勾结市厅人员于当晚将已被押的曹厚清拉出杀毙。1927年4月18日，《蒋介石致广州李总参谋长请转赣州张师长吉安叶师长电》称，“工人擅自捕杀军官曹厚清。如此横暴何堪设想！仰该师长即将该工会改组，其职员全部缉拿照律严惩，切勿延误。”